# ドナルド・ブラッドマン
サー・ドナルド・ジョージ・ブラッドマン（英語: Sir Donald George Bradman AC、1908年8月27日 – 2001年2月25日）は、オーストラリアのニューサウスウェールズ州・クータマンドラ出身のクリケット選手。「クリケット史上最高の選手」と評され、ペレやモハメド・アリ等と共に20世紀を代表するスポーツ選手の一人である。愛称はザ・ドン(The Don)。

## 略歴
最も偉大なバッターの一人であり、特にテスト・クリケットでの通算打率99.94は歴代選手の中でも抜きんでており、最高のバッターの座を確固たるものにしている。また、彼が若いころはひとりでクリケットスタンプとゴルフボールを使い練習していたという話はオーストラリアの伝承の一つに数えられており 、目覚ましい活躍からわずか2年でオーストラリアのテスト・クリケットチームに加入した。22歳の誕生日を前に多くの高得点の記録を残し(現在も一部の記録は破られていない)、当時大恐慌に襲われていたオーストラリアにおいてスポーツ界のヒーローとなった。約20年間の選手生活において、常に安定して高得点を残したことから、彼の前のオーストラリア代表キャプテンビル・ブラウンは「オーストラリアの打者三人分の価値がある」との言葉を残している。また、クリケットの戦術の一つボディラインは、イングランドチームが彼のバッティングに対抗して編み出した戦術である。
1987年にはオーストラリア国内で初めて存命中の人物を記念する博物館としてニューサウスウェールズ州のボーラルにブラッドマン博物館が設立された。2008年8月27日には彼の生誕百周年を記念して、王立オーストラリア造幣局が彼の肖像の5ドル記念金貨を発行した。
また、2009年に国際クリケット評議会名誉殿堂が設立されると、その初期メンバーに列せられた。
2000年に100人の専門家による委員会によって、「20世紀最高のクリケット選手」に最多得票数で選出された。2013年にはクリケットのバイブルとして知られるウィズデン・クリケッターズ・アルマナックによって、150年間の歴代ワールドイレブンに選出された。

## 画像

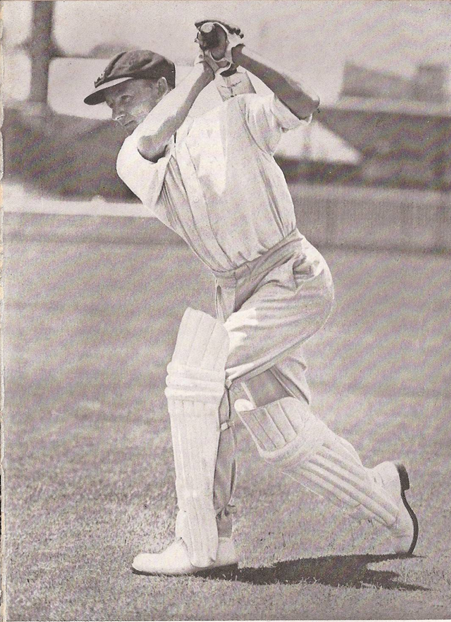
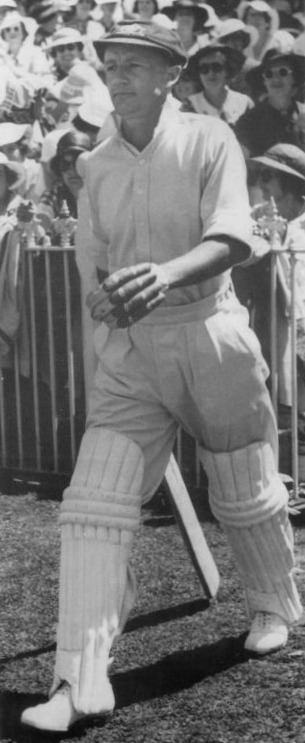
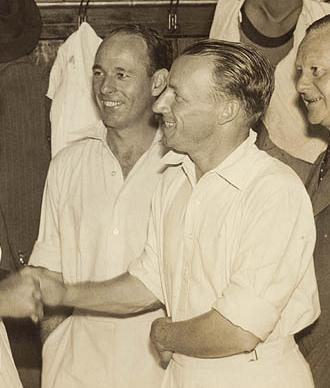
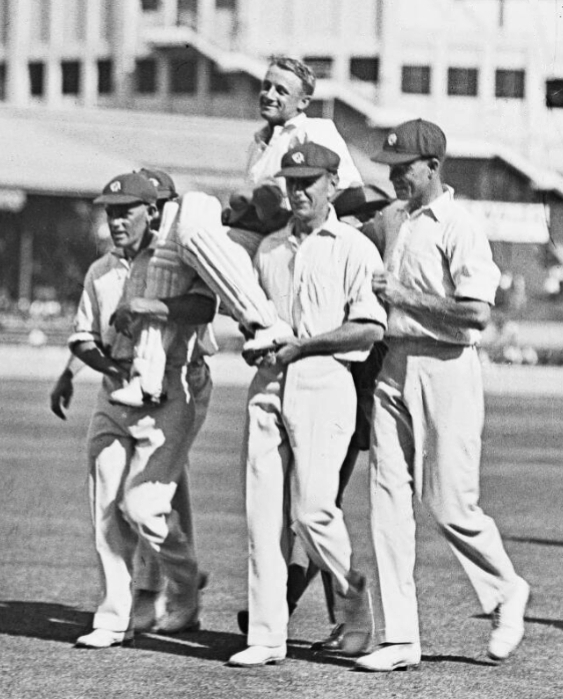
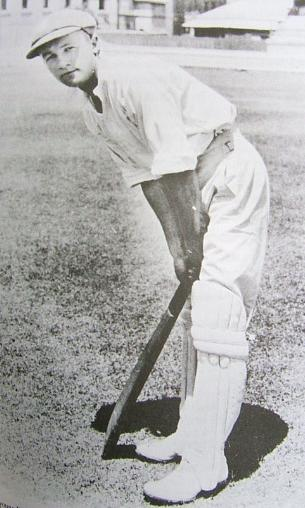
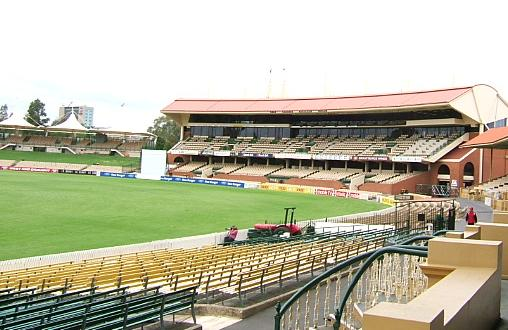
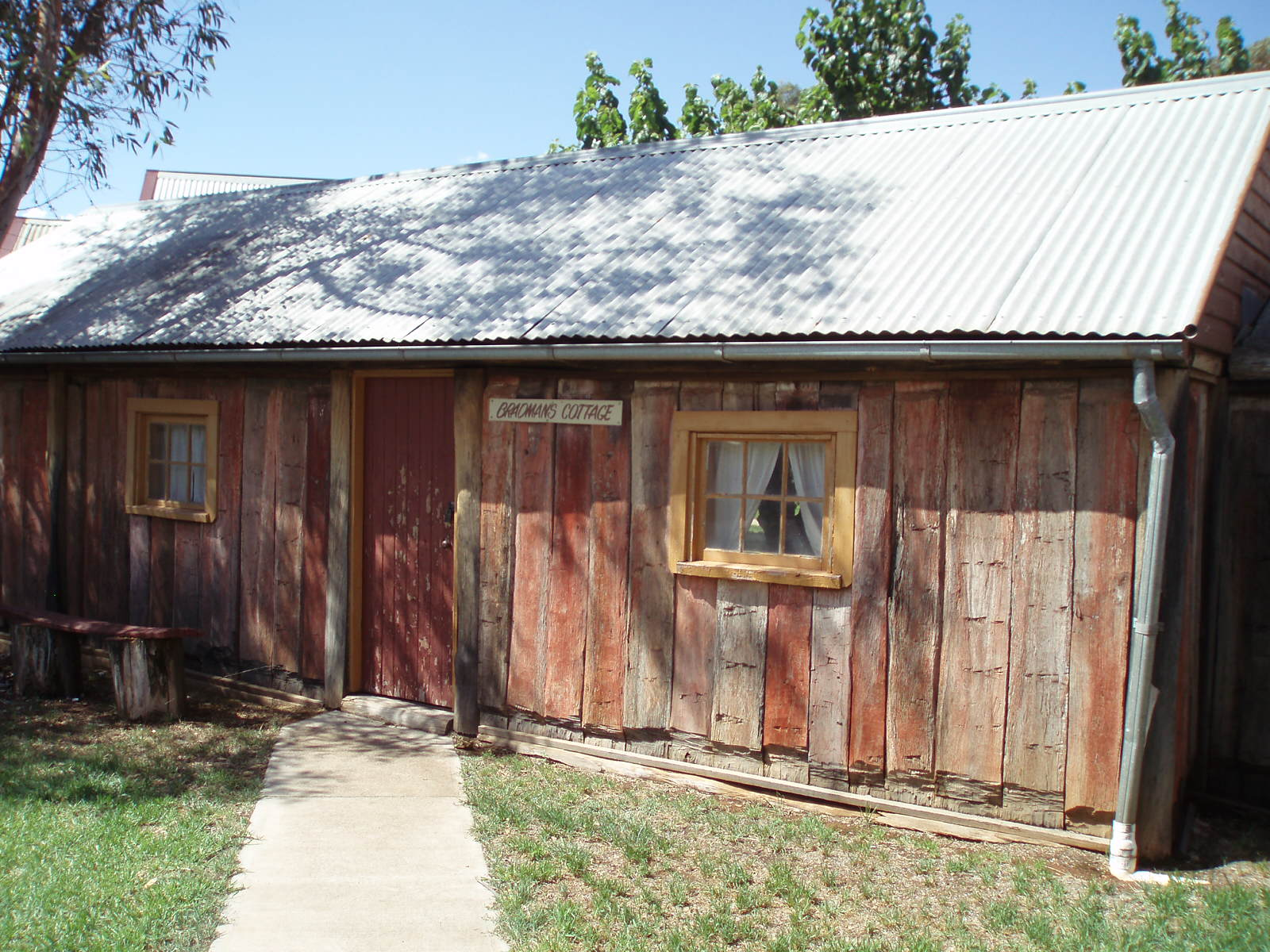
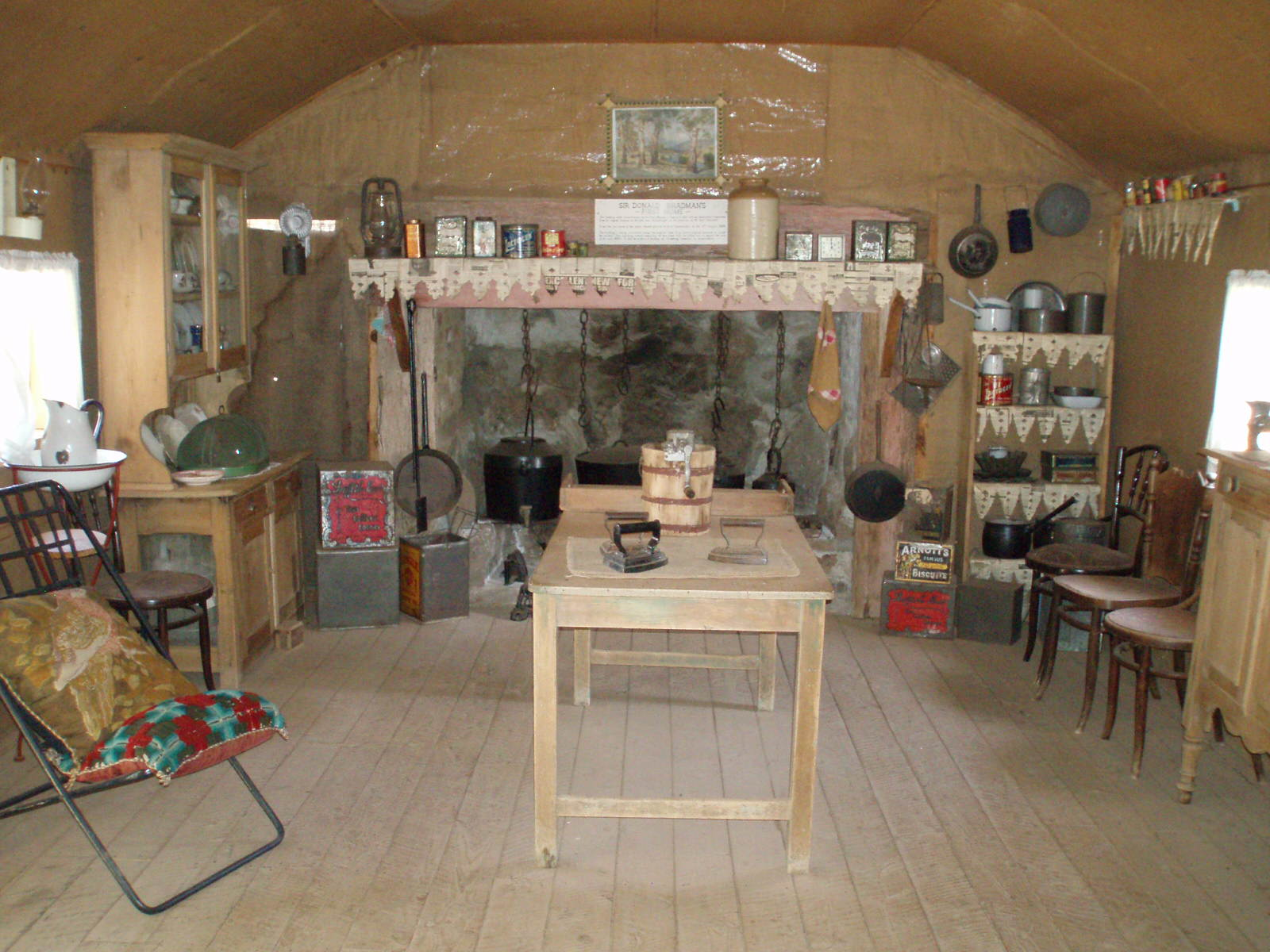
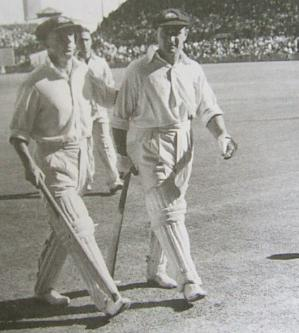
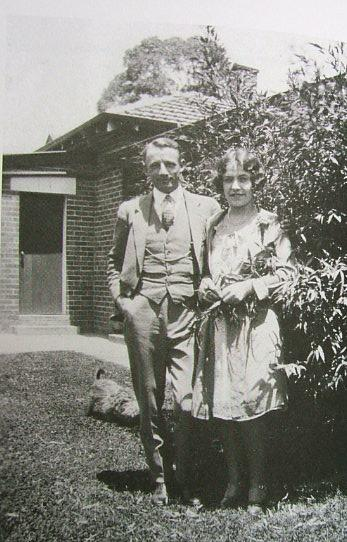
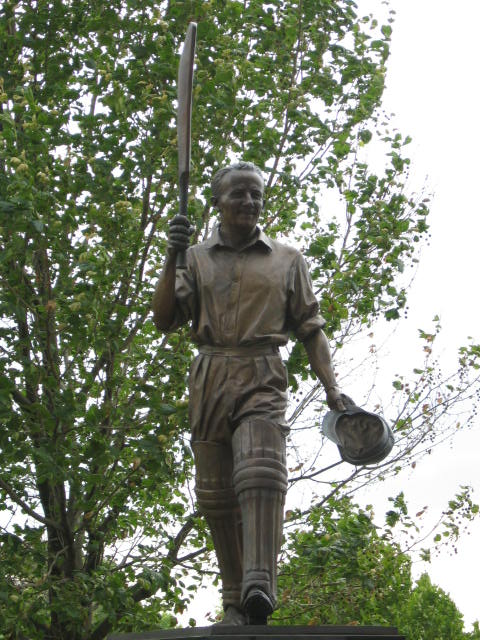
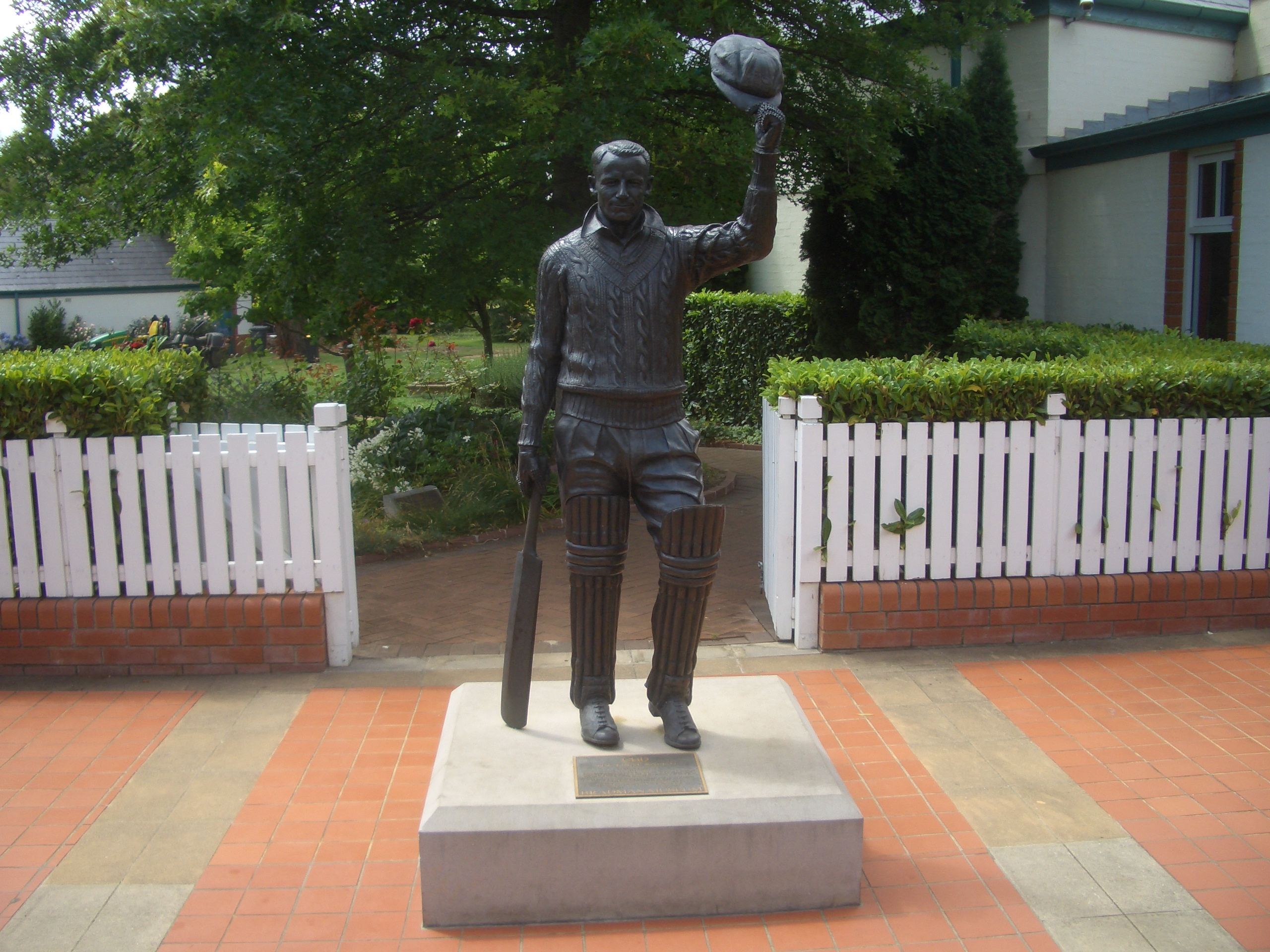
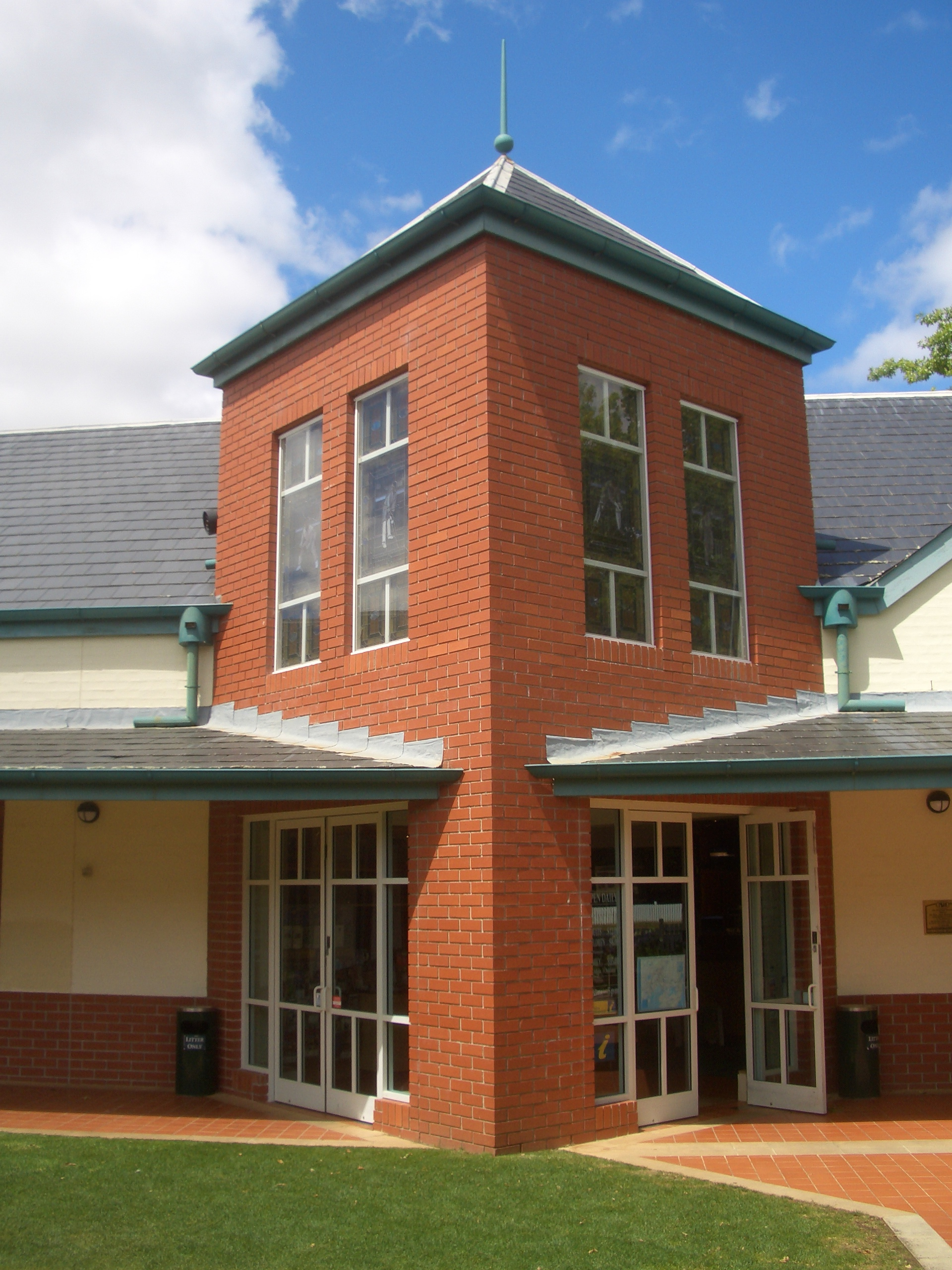
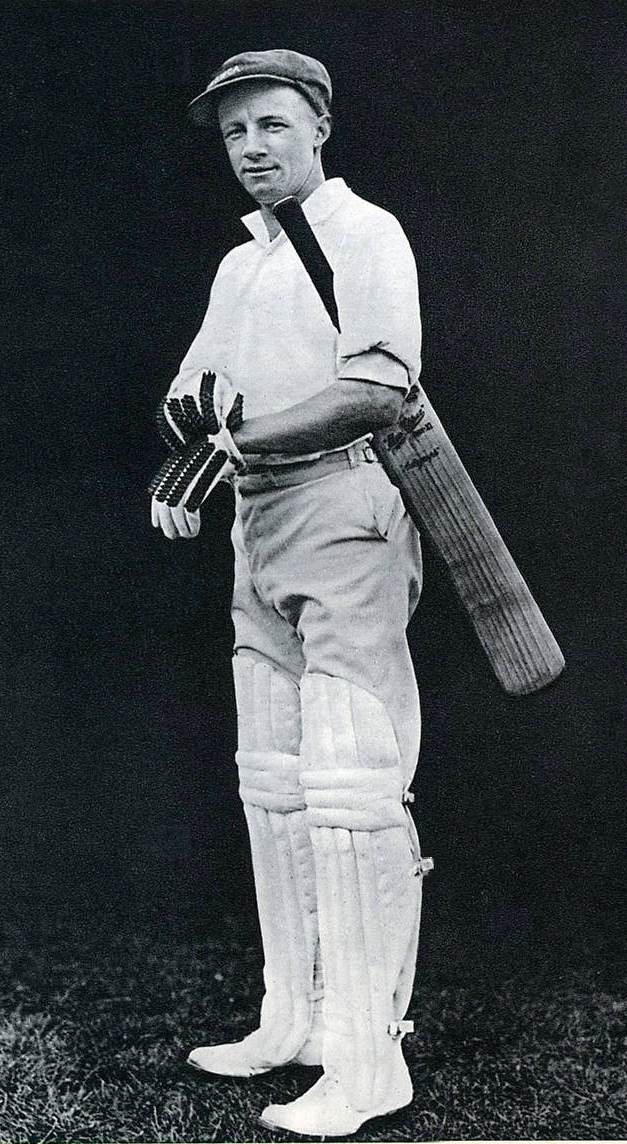
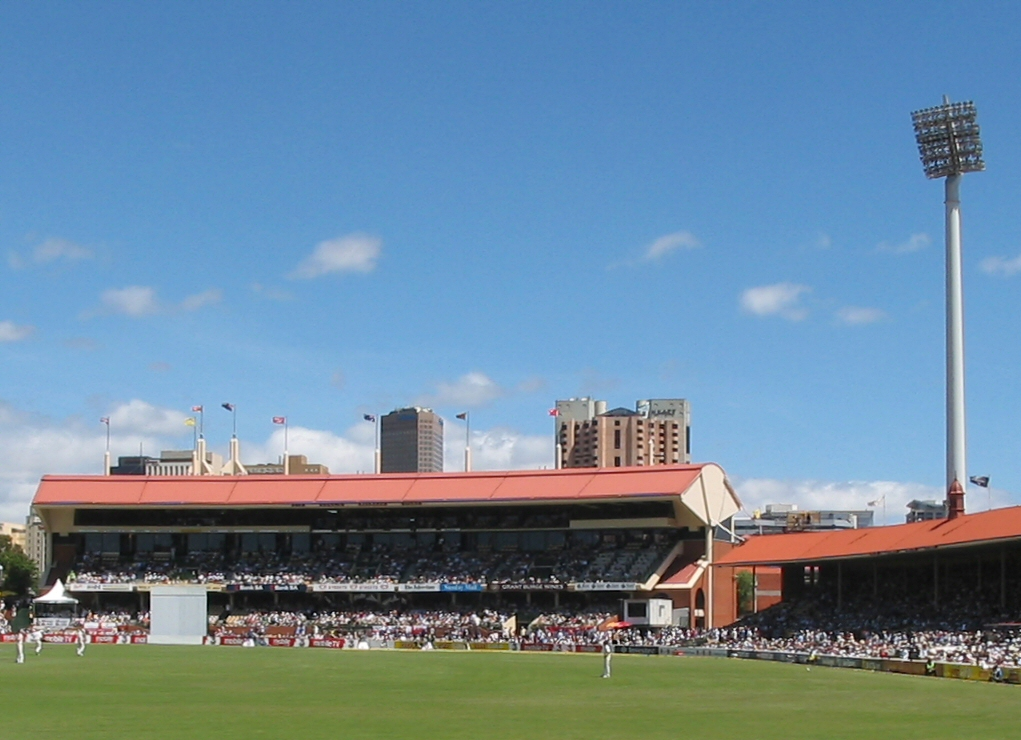
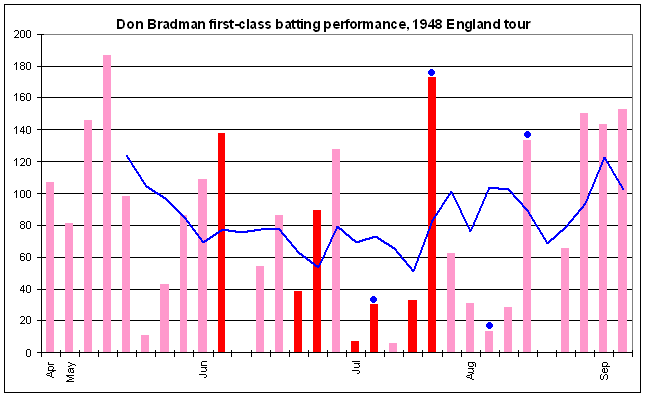
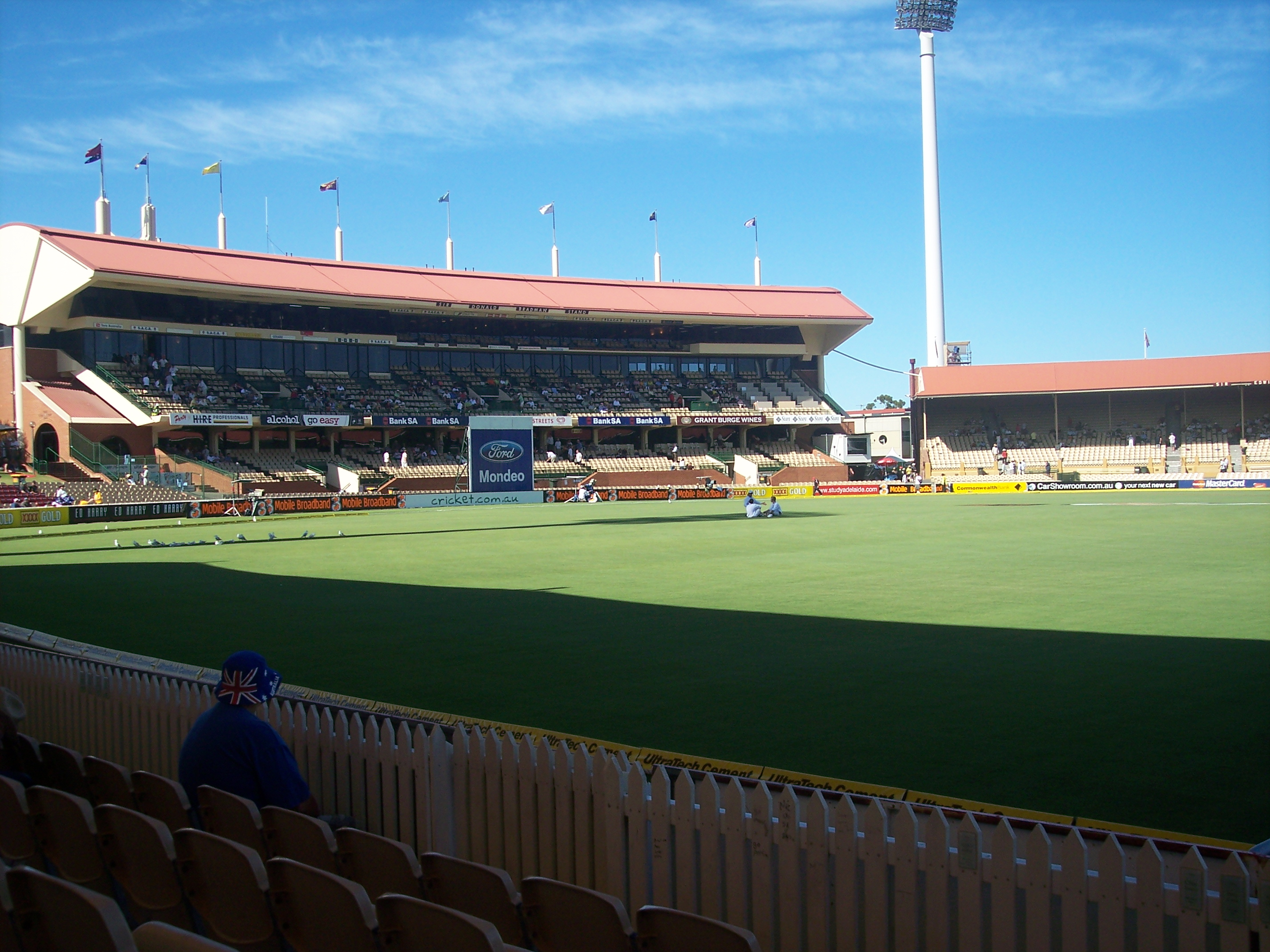
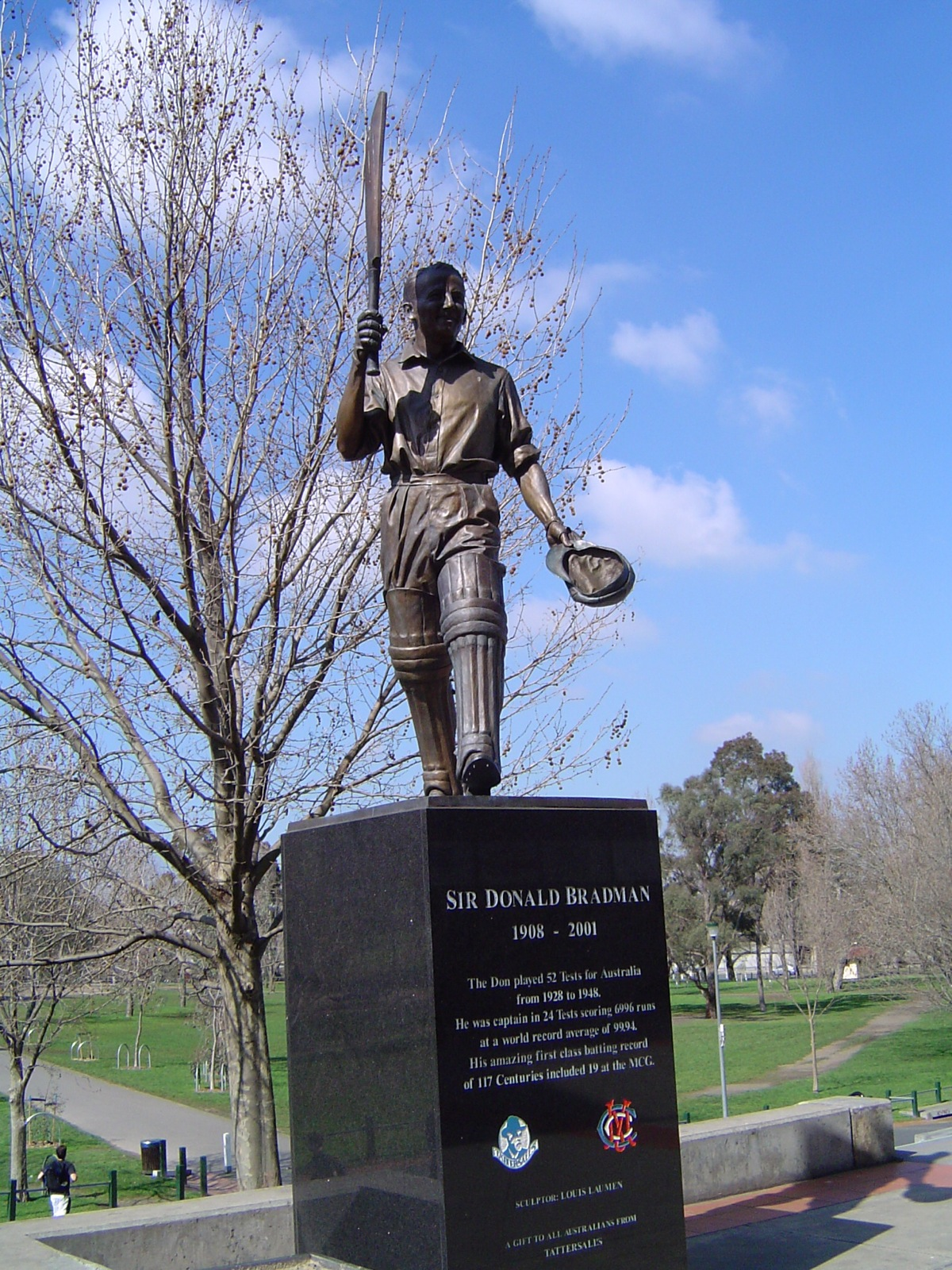
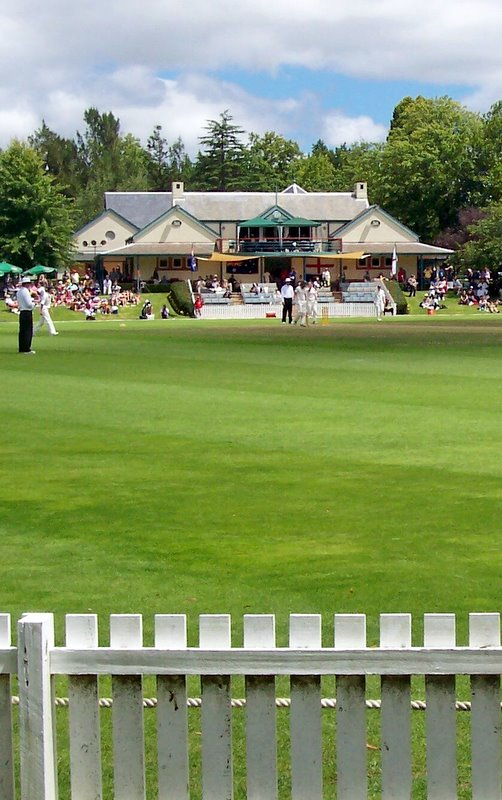
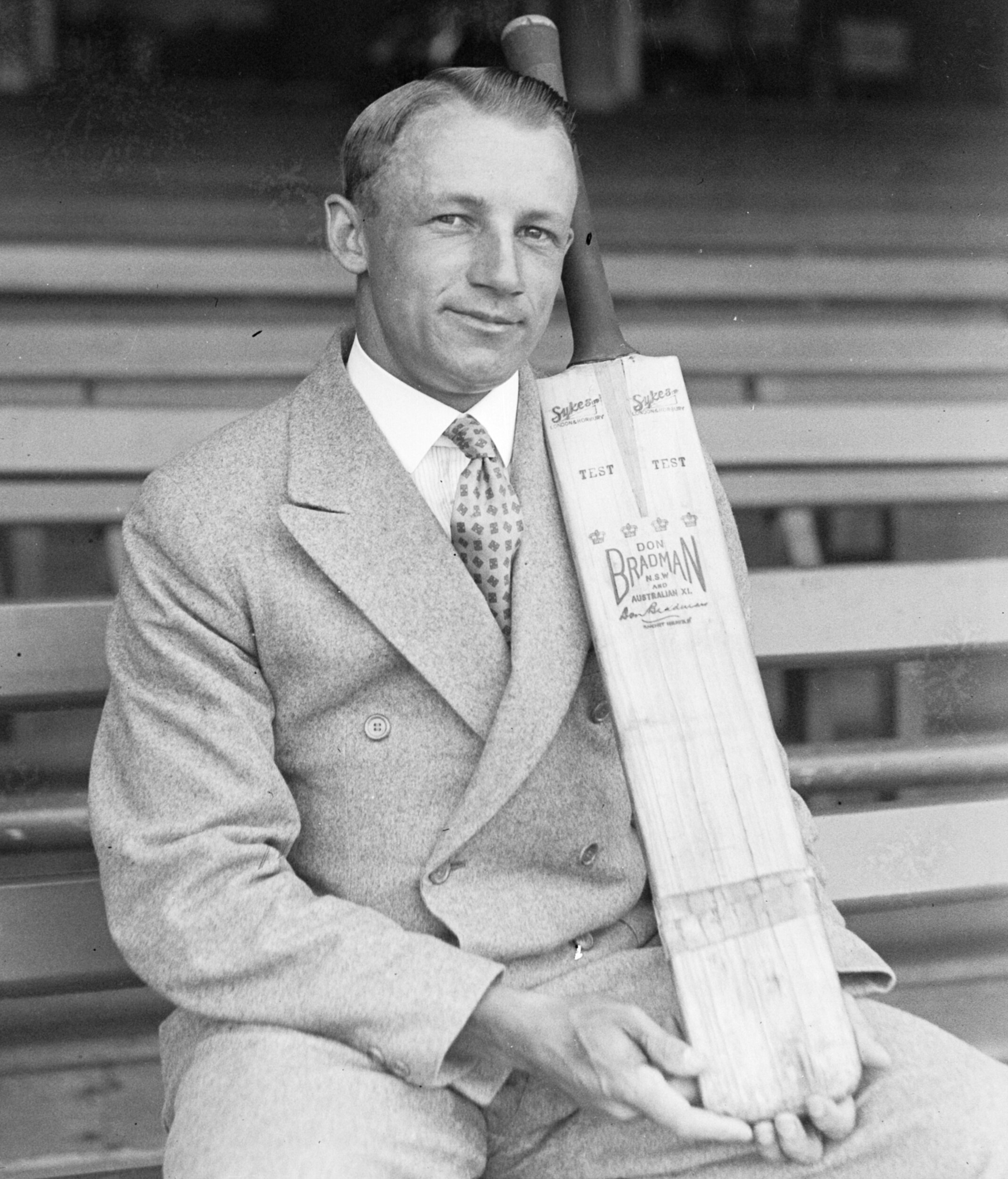
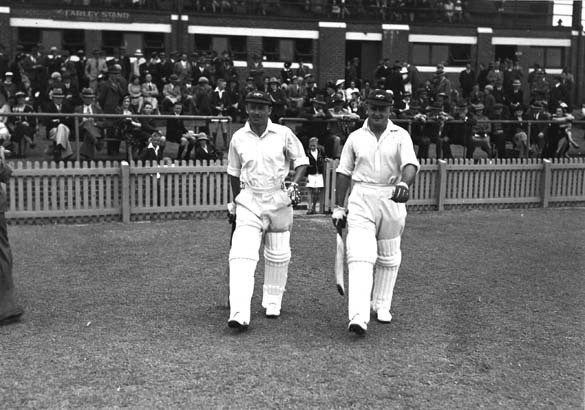
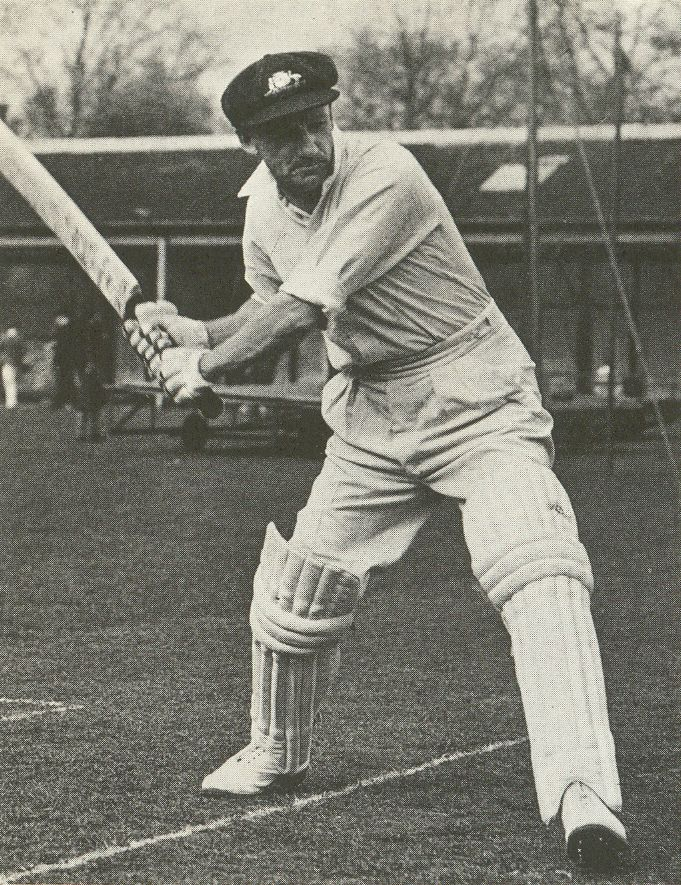
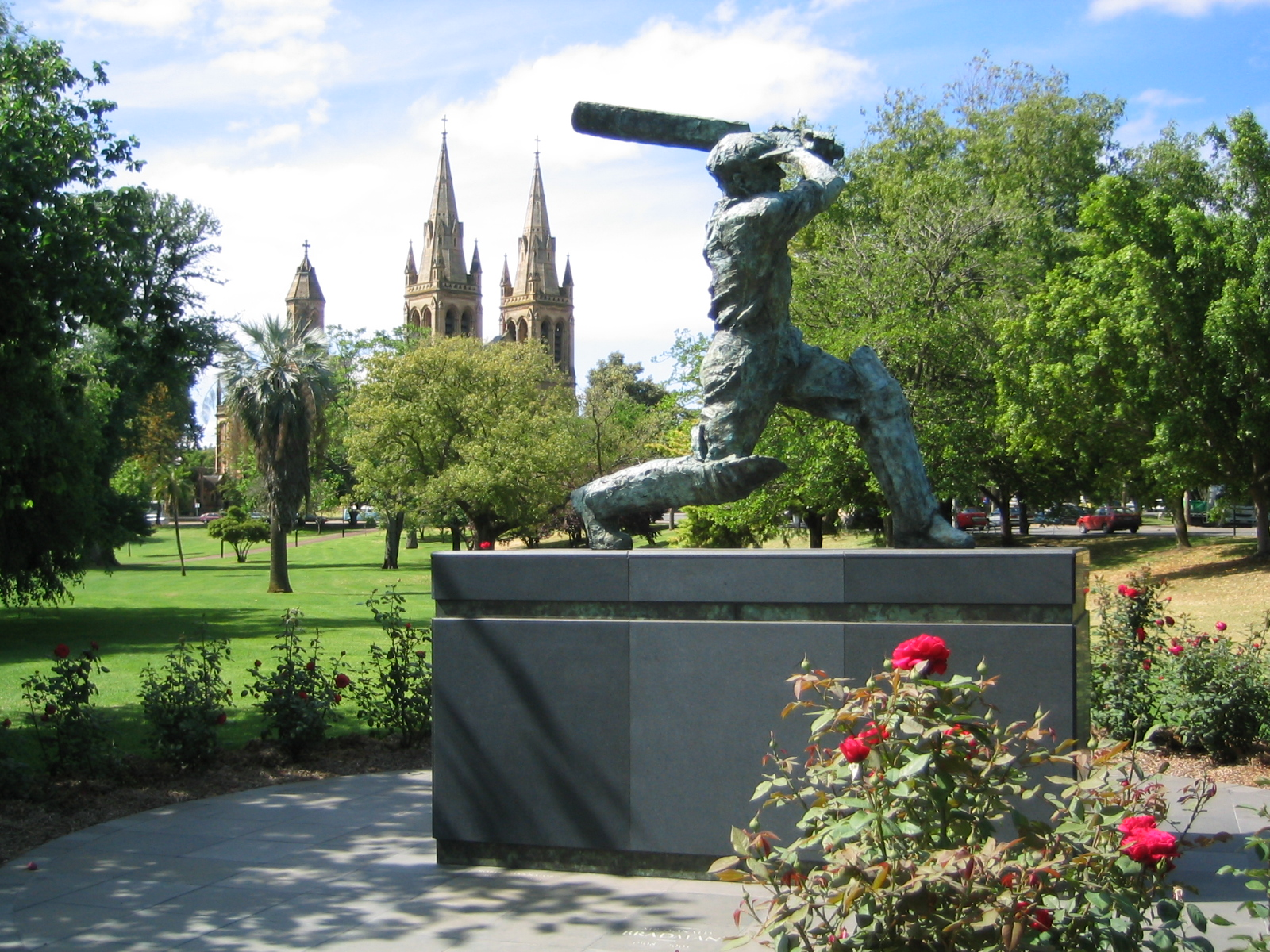
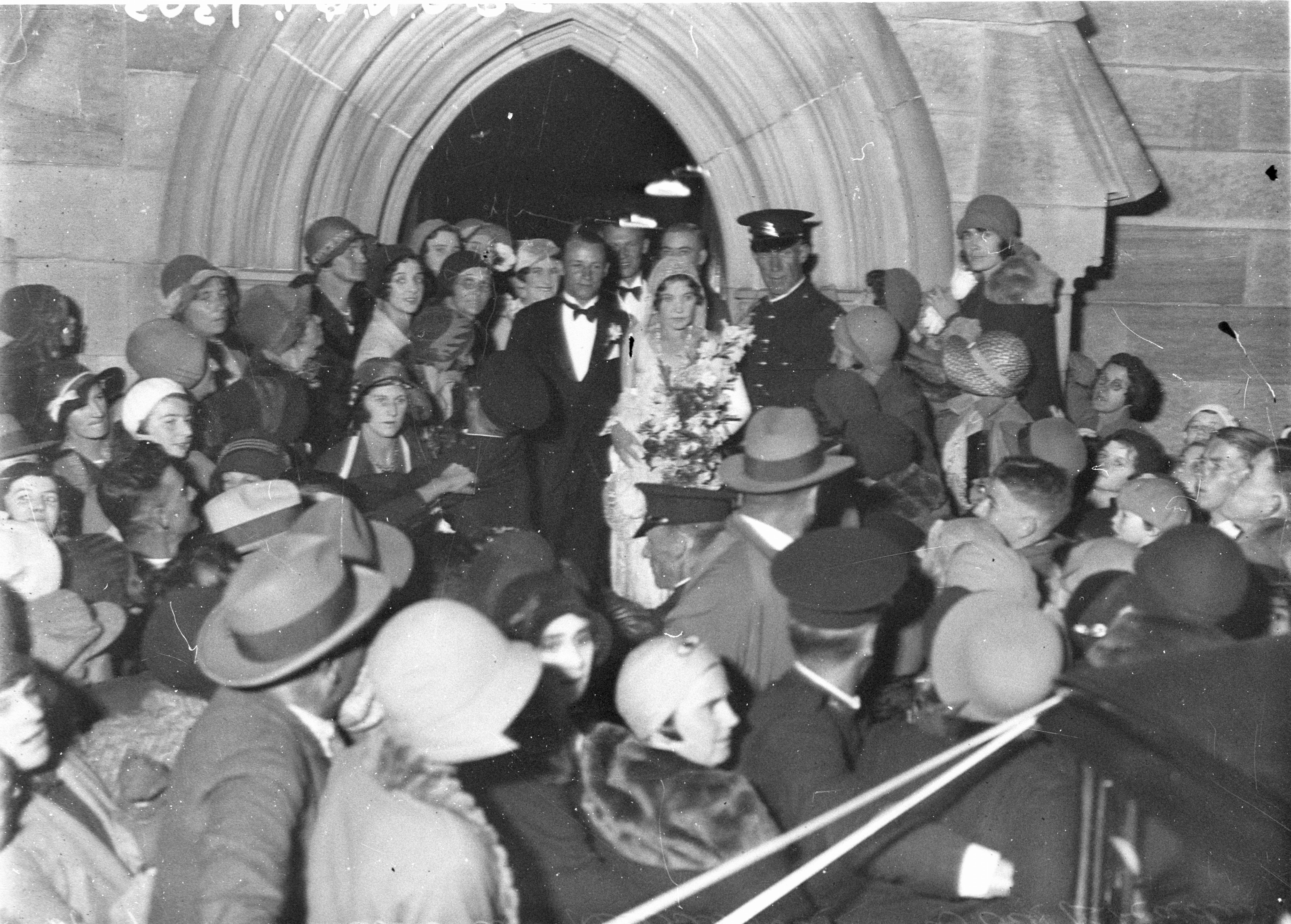
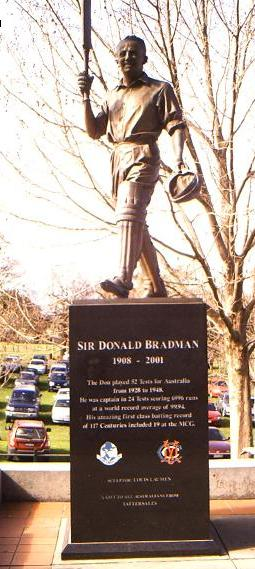
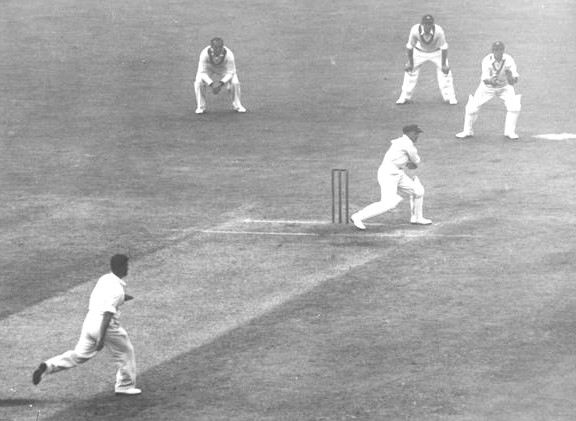
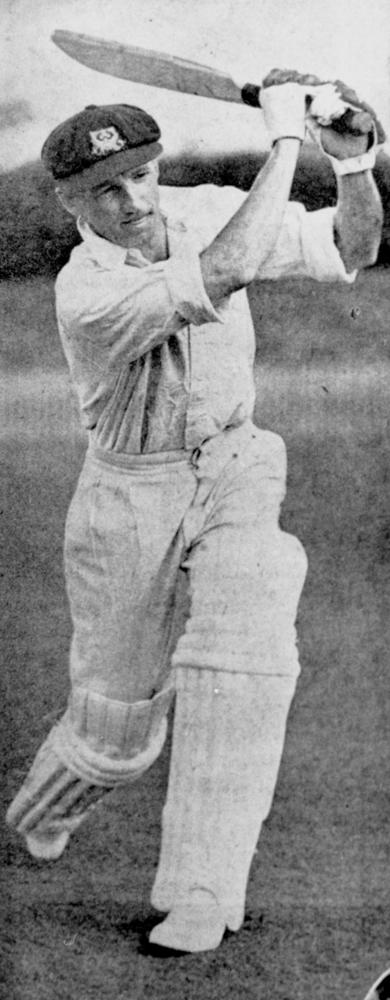
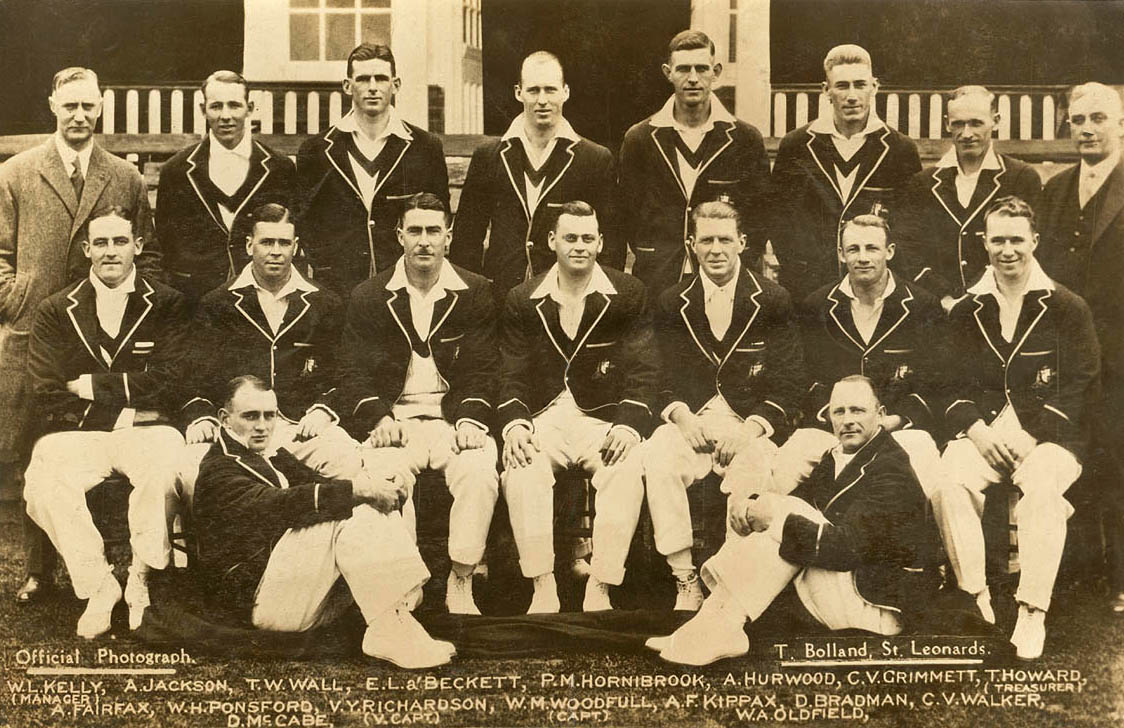